# CD72
CD72 (ang. cluster of differentiation 72, u myszy znane jako Lyb2) – białko występujące przede wszystkim na limfocytach B, składające się z dwóch identycznych podjednostek o masie cząsteczkowej 39-43 kDa. Białko to wiąże się z cząsteczką CD5 i odgrywa rolę w interackjach pomiędzy limfocytami B a limfocytami T.